# Suchao Nutnum
Suchao Nutnum (Kanchanaburi, 17 maggio 1983) è un calciatore thailandese, centrocampista del Buriram United.

## Caratteristiche tecniche
Trequartista, può essere schierato come ala destra o ala sinistra.

## Carriera

### Club
Comincia a giocare in patria, al TOT. Nel 2009 si trasferisce in Indonesia, al Persib. Nel 2010 torna in patria, al Buriram United.

### Nazionale
Ha debuttato in Nazionale il 16 febbraio 2006, nell'amichevole Thailandia-Iraq (4-3). Ha messo a segno la sua prima rete con la maglia della Nazionale il 28 dicembre 2006, nell'amichevole Thailandia-Kazakistan (2-2), in cui ha siglato la rete del momentaneo 1-0. Ha partecipato, con la Nazionale, alla Coppa d'Asia 2007. Ha collezionato in totale, con la maglia della Nazionale, 54 presenze e 6 reti.